# Elisabeth Treskow

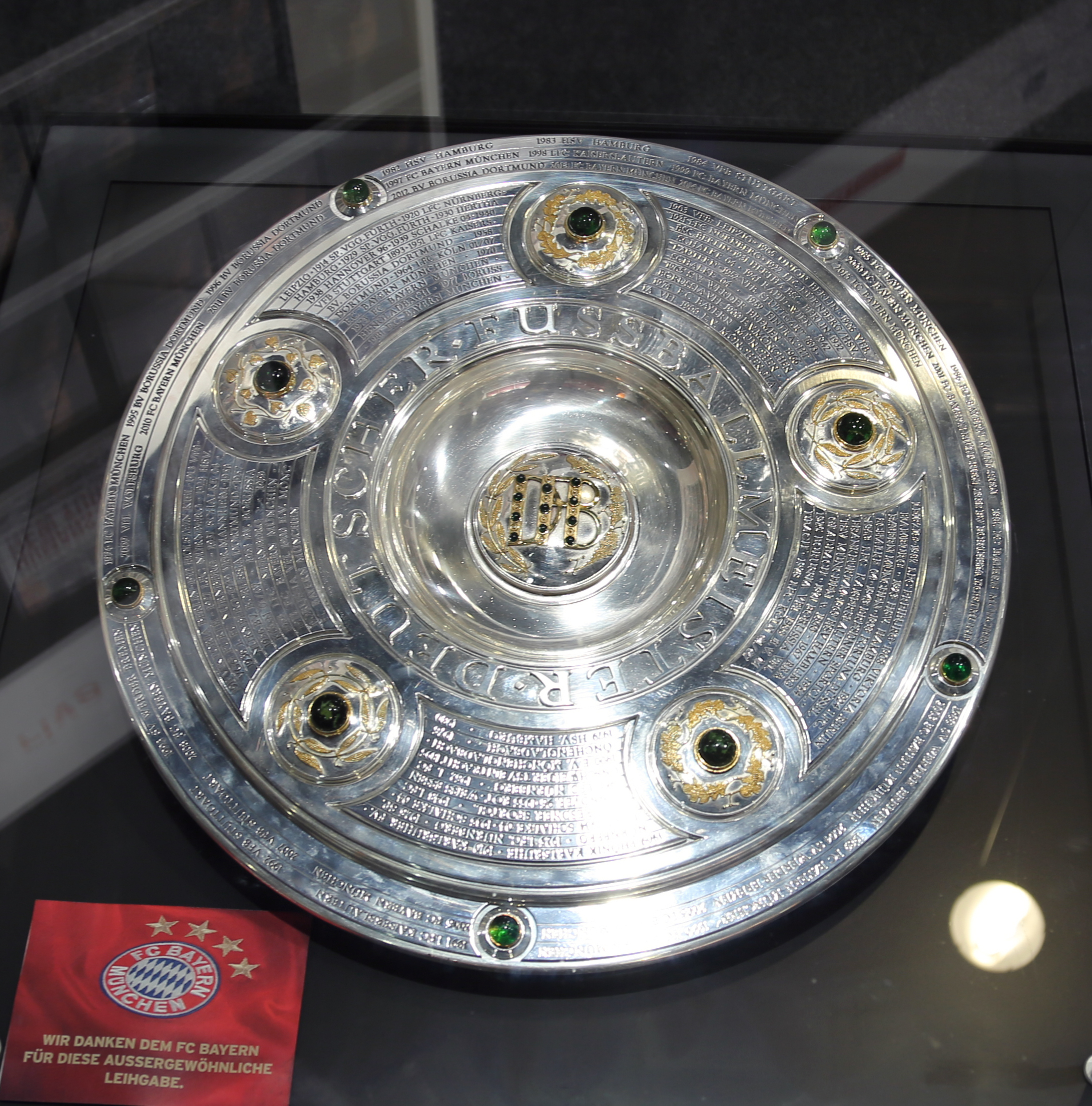
DFB-Meisterschale, von Elisabeth Treskow gefertigt (2015)

Elisabeth Treskow (* 20. August 1898 in Bochum; † 6. Oktober 1992 in Brühl (Rheinland)) war eine deutsche Goldschmiedin und Kunstprofessorin. Sie war in der neueren Zeit eine der renommiertesten Frauen die professionell die Goldschmiedekunst ausübte, und die erste deutsche Professorin für Goldschmiedekunst. Sie war maßgeblich an der Wiederentdeckung der etruskischen Technik der Granulation beteiligt.

## Biografie

### Ausbildung und Studium
Ab 1914 besuchte Treskow dreimal wöchentlich die Hagener Silberschmiede, eine Einrichtung des Kunstsammlers und Mäzens Karl Ernst Osthaus; hier fanden erste Versuche im Aufziehen von Bechern und Tellern in Kupfer statt. Unter Anleitung des holländischen Silberschmieds Frans Zwollo (1872–1945) kam es zur Anfertigung erster Schmuckarbeiten.
1915 besuchte Elisabeth Treskow die Metallklasse der Folkwangschule in Essen und studierte Malerei bei Johan Thorn Prikker.
Von 1916 bis 1917 studierte sie weiter an der Königlichen Höheren Fachschule für Edelmetall in Schwäbisch Gmünd bei Walter Klein und begann eine Goldschmiedelehre bei Karl Rothmüller in München. 1918 schloss sie diese mit der Gesellenprüfung ab und kehrte 1919 nach Bochum zurück, wo sie sich im elterlichen Haus eine eigene Werkstatt einrichtete.

### Essener Margarethenhöhe
1922 zog Elisabeth Treskow auf die Margarethenhöhe in Essen und richtete sich dort ein Mansarden-Atelier ein. Ein Jahr später legte sie vor der Handwerkskammer Düsseldorf ihre Meisterprüfung ab. Die 3. Ausstellung der Städtischen Gemäldegalerie Bochum (gegründet 1921) wurde von Bochumer Künstlern veranstaltet (wahrscheinlich Anfang 1925). Dort gab es eine kleine eigene Ausstellung zu dem Wirken der „Bochumer Goldschmiedemeisterin“.
Im Jahr 1927 erfolgte einem Umzug der Werkstatt innerhalb der Margarethenhöhe in das Werkhaus, in diesem Jahr trat Elisabeth Treskow auch dem Deutschen Werkbund bei. Von Bedeutung für ihr Schaffen war auch eine Reise nach Paris im Jahr 1927, bei der Schmuck aus dem 5. bis 8. Jahrhundert auf sie einen bleibenden Eindruck hinterließ. In ihrer Zeit auf der Margarethenhöhe widmete sie sich experimentell der Wiederentdeckung der antiken Metallbearbeitung der Granulation. Neben der Duisburger Industrie- und Portraitfotografin Gertrud Hesse dokumentierte Albert Renger-Patzsch ihre Arbeiten fotografisch.
Ab 1932 verbesserte sich die Auftragslage der Werkstatt zunehmend. Neben Schmuckaufträgen des Essener Großbürgertums kamen erste kirchliche Aufträge. 1938 fertigte sie die Oberbürgermeisterkette für die Stadt Essen an. Der erste Ehrenbürgerring der Stadt Essen, 1940 verliehen an Gustav Krupp von Bohlen und Halbach wurde ebenfalls von ihr geschaffen.

### Kriegsjahre
1939 verminderte sich die Auftragslage ihrer Werkstatt infolge des Kriegsausbruchs. Sie nutzte diesen Freiraum und widmete sich wieder verstärkt der Granulation.
Nachdem 1943 ihr Atelier durch Bomben zerstört worden war, ging sie nach Detmold, wo ihre Eltern lebten. Sie konnte dort wieder eine Werkstatt einrichten, aber infolge des Krieges und der nachfolgenden wirtschaftlichen Depression verfertigte sie in dieser Zeit nur wenig Schmuck. Sie übernahm Restaurierungen von Silberarbeiten für den Fürsten von Lippe-Detmold.
Die sich selber in der Tradition des Humanismus sehende Elisabeth Treskow gab im vorgeschrittenen Alter an, das sie das Glück gehabt hätte nicht zu offiziellen Aufträgen verpflichtet worden zu sein. Es sind keine künstlerischen Arbeiten von ihr mit nationalsozialistischen Symbolen bekannt.

### Nach 1945: Kölner Werkschulen

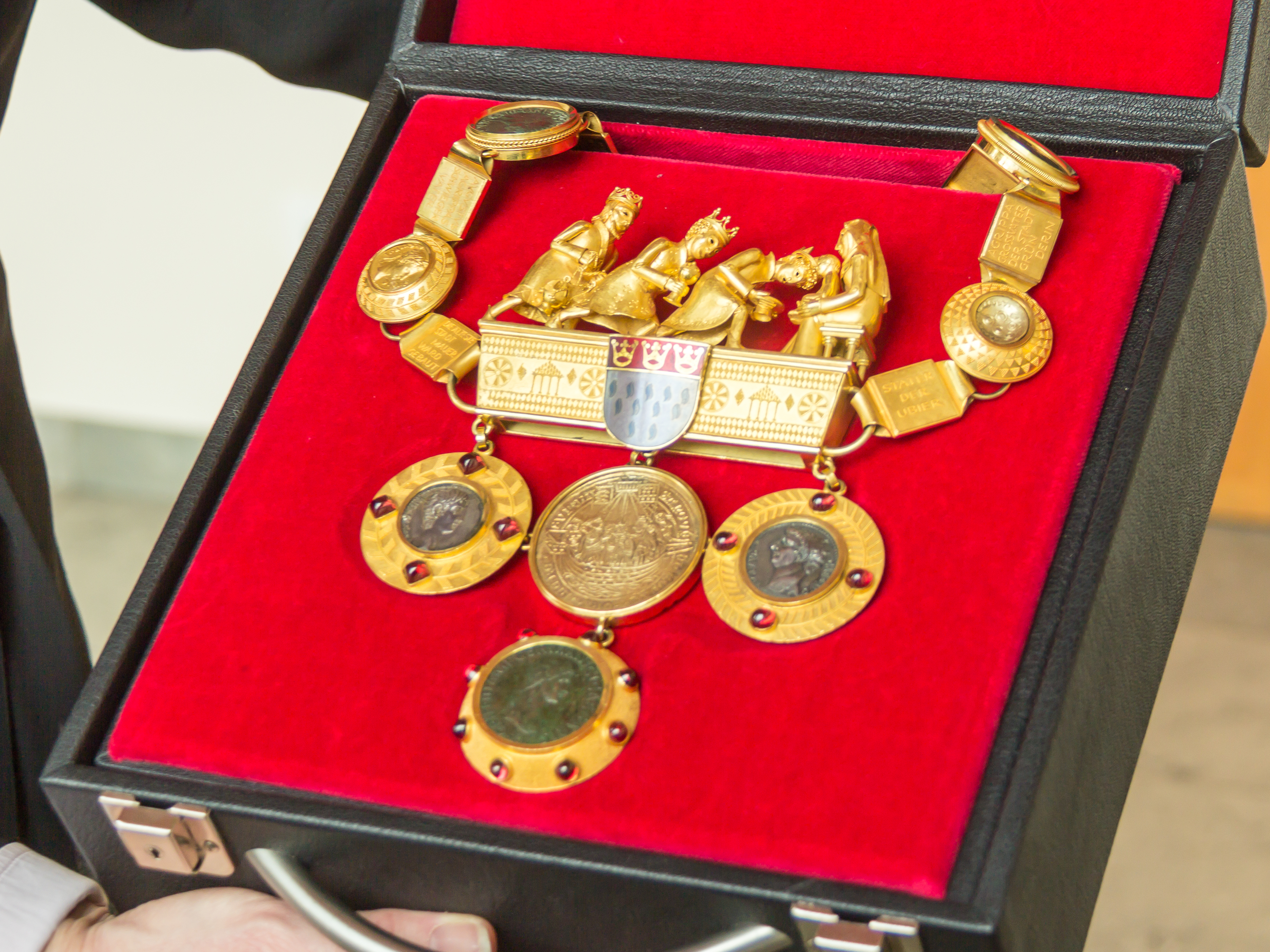
Die von Elisabeth Treskow entworfene Amtskette des Kölner Oberbürgermeisters

1948 erhielt sie eine Berufung an die zwei Jahre zuvor wiedereröffneten Kölner Werkschulen als Leiterin der Gold- und Silberschmiedeklasse. Ihre bis dahin erworbene Reputation führte dazu, dass sie im gleichen Jahr mit der vorläufigen Restaurierung des Kölner Dreikönigenschreins betraut wurde. Unter ihrer Leitung wurde der Schrein nach seiner kriegsbedingten Auslagerung notdürftig wieder zusammengesetzt und zugleich die Forderung nach einer durchgreifenden Restaurierung erhoben.

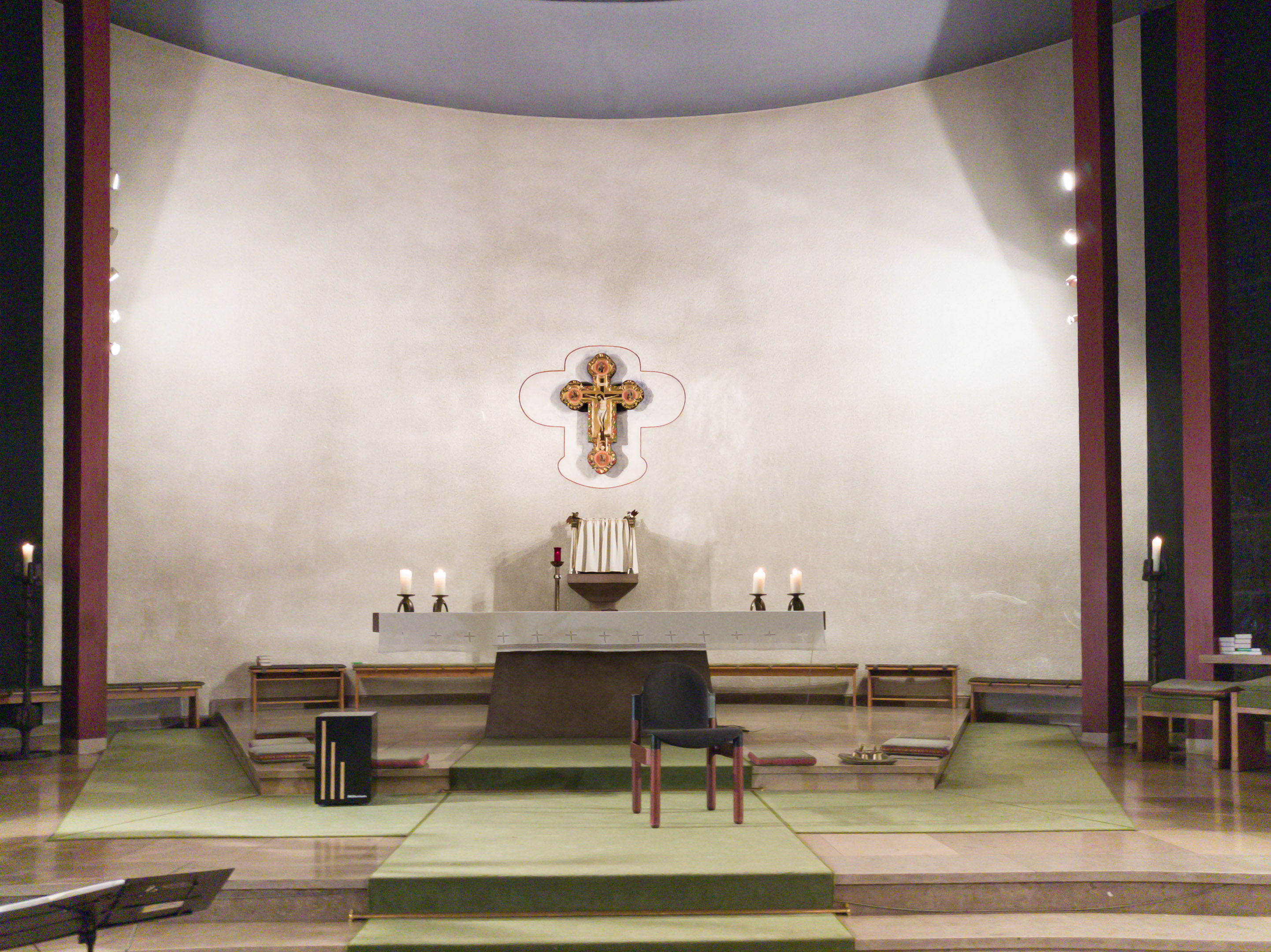
Altarraum der Kirche St. Nikolaus von Flüe, Bochum, mit Arbeiten von Elisabeth Treskow

Eine der populärsten Arbeiten von Elisabeth Treskow ist sicherlich die „Meisterschale“ des Deutschen Fußball-Bundes, die so genannte „Salatschüssel“, die sie mit ihren Studenten an den Kölner Werkschulen 1949 anfertigte. 1953 unternahm sie einen kurzen, aber erfolgreichen Ausflug in das Gebiet des Produktdesigns: Sie entwarf ein 36-teiliges Besteck für die Firma POTT in Solingen und gewann damit mehrere Designpreise. 1954 begann sie mit der Arbeit an der Amtskette des Kölner Oberbürgermeisters, die sie im Jahr darauf fertigstellte. Im gleichen Jahr schuf sie für die Maiabendgesellschaft in ihrer Bochumer Geburtsstadt eine neue Königskette und ein Diadem für die Schützenkönigin. Auch in Bochum wurde für die Kirche St. Nikolaus von Flüe mit liturgischen Gegenständen von ihr, wie Altarkreuz und Leuchter, ausgestattet.
1956 erfolgte die Ernennung zur Professorin an den Kölner Werkschulen, als erste Frau im Goldschmiedehandwerk. Das Lehramt übte sie bis zur ihren Ausscheiden am 1. April 1964 aus.
1961 konvertierte Elisabeth Treskow zum römisch-katholischen Glauben. Sie begann mit den eigentlichen Restaurierungsarbeiten am Kölner Dreikönigenschrein. Weitere kirchliche Aufträge waren unter anderen Tabernakel, Kelche, Bischofsstäbe und die Chormantelschließe für den Kölner Erzbischof Joseph Frings.
Der von ihr vorgeschlagene Silberschmied Fritz Zehgruber wurde unter anderem mit der Treibarbeit mehrerer neuer Prophetenfiguren betraut.

### Lebensabend in Brühl
1977 erfolgte die Verleihung der Jabach-Medaille der Stadt Köln als Dank für ihre Schmuckstiftung an das Museum für Angewandte Kunst. Sie übergab in den folgenden Jahren einen Teil ihrer Bibliothek, ihr Fotoarchiv, Entwurfzeichnungen aus sechs Jahrzehnten und ihre ca. 135 Stücke umfassende Sammlung antiker Gemmen. Das Kölner Museum veranstaltete 1990 eine Retrospektive ihres Gesamtwerkes.
Elisabeth Treskow starb 1992 im Seniorenheim Wetterstein in Brühl bei Köln, in das sie 1971 gezogen war.

## Rezeption
Die Bibliothek der Kölner Domschatzkammer widmete sich 2024 in der Sonderausstellung Elisabeth Treskow 1898–1992 – Goldschmiedin in Köln ihrem Schaffen von den Anfängen bis in die 1960er-Jahre.

## Preise und Auszeichnungen (Auswahl)
- 1933, 1935, 1936, 1939: Jeweils den ersten Preis der Deutschen Gesellschaft für Goldschmiedekunst.[7][8]
- 1937: Goldmedaille der Pariser Weltausstellung für ihre Granulationstechnik.[3][9]
- 1938 verlieh die Deutsche Gesellschaft für Goldschmiedekunst ihr als erster Frau den goldenen Ehrenring.[3]
- 1941: Siegerin im Wettbewerb „Goldschmiedeplastik“, für die Darstellung einer Friedenstaube mit Lorbeerzweig.[3]
- 1963: Bayerischer Staatspreis
- 1964: Großes Bundesverdienstkreuz[3]
- 1967: Staatspreis für das Kunsthandwerk des Landes Nordrhein-Westfalen
- 1977: Jabach-Medaille der Stadt Köln[10]
- 2006: Die Stadt Köln benennt einen Platz am Rheinauhafen nach Elisabeth Treskow.
- 2024: Aufnahme in die FrauenOrte NRW.[11]

## Zitate
- „Es scheint mir wichtiger, Gold zu schmieden, als darüber zu reden, warum und wozu es geschieht...“[12]
- „Meine Versuche, zu warten bis die Musen mich küßten, sind immer fehlgeschlagen. Ich glaube, sie küssen lieber die, denen der Schweiß heißen Bemühens die Stirn feuchtet, als jene, die ihre Ankunft untätig schwärmend erwarten.“[12]